# Méthode SMED
Pour un article plus général, voir gestion de la production.
La méthode SMED a pour objet de réduire le temps d'un changement de série et de permettre ainsi de réduire la taille de lot minimale. Cette méthode de « changement rapide d’outil » a été mise au point par Shigeo Shingō pour le compte de l'entreprise Toyota. SMED est l'abréviation de l'anglais japonais single-minute exchange of die(s), littéralement « changement de matrice(s) en une seule minute ». Étant erronée, l'expression single-minute exchange a été corrigée en single-digit minute exchange, c'est-à-dire « changement en minutes à un seul chiffre », soit « de 1 à 9 minutes » ou encore « en moins de dix minutes ».
Si les temps de changement de série deviennent nuls, on peut alors envisager une fabrication à l'unité sans augmenter les coûts.
Lors d'un changement de fabrication, la partie mise en train (l'amorce de la fabrication) peut représenter une part importante dans la fabrication ; et la partie mise en train n'est pas productive. Le but est de diminuer ce temps consacré au réglage, afin d'obtenir des changements d'outils rapides ou des réglages instantanés.
On distingue deux types de réglage :
- réglages / temps internes : ils correspondent à des opérations qui se font machine arrêtée, donc hors production ;
- réglages / temps externes : ils correspondent à des opérations qui se font (ou peuvent se faire) machine en fonctionnement, donc en production.

La méthode se déroule en quatre étapes.

## Identification des réglages internes et externes
C'est un stade préliminaire mais il reste très important.
Dans les réglages traditionnels, les réglages internes et externes sont mélangés : ce qui pourrait être fait en externe est fait en réglages internes.
Il est nécessaire d'étudier dans le détail les conditions réelles de l'atelier.
Une analyse continue de production avec un chronomètre est une bonne approche. Une approche plus efficace encore est d'utiliser une ou plusieurs caméras vidéo, dont les bandes pourront être analysées en présence des opérateurs eux-mêmes.
Il faut identifier les opérations lors du changement de production :
- la préparation de la machine, du poste de travail, des outillages ;
- la vérification de la matière et des instruments de mesure ;
- le démontage / montage de l'outillage ;
- le réglage des cotes de fabrication ;
- la réalisation et le contrôle des pièces d'essai ;
- le nettoyage ;
- le rangement du poste de travail ;

## Séparation des réglages internes et des réglages externes
C'est l'étape la plus importante. Les réglages internes, ou « temps propres », sont les opérations qui nécessitent obligatoirement un arrêt de production (par exemple un changement d'outil). Les réglages externes, ou « temps externes », regroupent les opérations qui peuvent avoir lieu pendant la production (telles par exemple la préparation des outils et outillages, les préréglages, ou le préchauffage, le rangement des outillages).

## Transformation de réglages internes en réglages externes
C'est le troisième stade de la méthode.
Le but est de transformer les réglages internes en réglages externes. Par exemple : préchauffage, préassemblage, utilisation d'un banc de préréglage, etc.

## Rationalisation de tous les aspects de l'opération de changement
C'est le quatrième stade de la méthode.
Les outils méthodologiques suivants peuvent être utilisés :

### Supprimer les réglages
Par exemple : utilisation de rondelles fendues d'épaisseurs connues intercalées entre deux plans pour éviter un réglage manuel avec mesure.
D'une façon plus générale, on utilisera des techniques qui évitent des aller-retour pilotés par un opérateur autour d'une valeur cible. Les technologies utilisées seront typiquement: des cales ou butées pré-dimensionnées, des asservissements numériques qui positionnent automatiquement...

### Réduire les temps de réglage
Shingo propose, par exemple, de positionner, hors production, les dispositifs à une valeur estimée proche de la valeur à atteindre, au lieu de partir d'une position extrême, et effectuer une longue modification jusqu'à la valeur cible.
On peut aussi adopter des moyens de réglage modifiant rapidement la valeur sous contrôle, quitte à ajuster finement à la fin.

### Réduire les temps des autres opérations
Shingo cite l'exemple d'écrous serrés sur de longues tiges filetées à chaque serrage d'outil. Après questionnement, il s'est avéré que les écrous étaient toujours serrés à la même position. Les tiges filetées étaient trop longues et, à chaque changement, il fallait effectuer de nombreux tours d'écrous inutiles. Shingo a alors coupé la part de tige filetée dépassant des écrous serrés. Le temps de serrage a été drastiquement réduit.
Shingo a ainsi préconisé d'utiliser des fixations rapides ("clamps" ou "sauterelles" par exemple) plutôt que des vissages, longs, et nécessitant parfois un ajustement.

## Applications connues
Même si la finalité n'est pas la même que celle de Shingo, car il ne s'agit pas ici de réduire la taille des lots, le changement de roues de voitures en compétition type F1 reflète bien les principes du SMED.

## Impact comportemental
Shingo a remarqué de nombreux freins psychologiques en tentant d'implémenter sa méthode. Ceux-ci peuvent être résumés ainsi :
- Si Shingo nous fait changer en moins de dix minutes ce que nous changions en quelques heures, il nous démontre que nous travaillions mal ou que nous étions paresseux.
- Réduire le temps de changement va détruire des emplois. Shingo a contredit ce point, en argumentant que le but était au contraire de changer plus souvent.

De fait, dans de nombreux pays industrialisés, le SMED est resté très peu adopté. Les secteurs automobiles, suivant l'impact de Toyota, en ont profité,. Part intégrante de la philosophie Lean, il bénéficie d'un retour en popularité dans les années 2010.